# Dele Adebola
Bamberdele Adebola dit Dele Adebola est un footballeur nigérian né le 23 juin 1975 à Lagos (Nigeria).

## Biographie
Le 30 juin 2011, il signe pour une saison à Hull City.

## Carrière

### En clubs
- 1992-fév. 1998 : Crewe Alexandra ( Angleterre)
  - sep. 1994 : Bangor City ( Pays de Galles) (prêt)
  - jan. 1995 : Northwich Victoria ( Angleterre) (prêt)
- fév. 1998-2002 : Birmingham City ( Angleterre)
  - mars 2002-avr. 2002 : Oldham Athletic ( Angleterre) (prêt)
- 2002-2003 : Crystal Palace ( Angleterre)
- 2003-jan. 2008 : Coventry City ( Angleterre)
  - mars 2004-mai 2004 : Burnley FC ( Angleterre) (prêt)
  - 2004-nov. 2004 : Bradford City ( Angleterre) (prêt)
- jan. 2008-2009 : Bristol City ( Angleterre)
- 2009-2011 : Nottingham Forest  Angleterre
- 2011-2012 : Hull City ( Angleterre)
  - mars 2012-2012 : Notts County ( Angleterre) (prêt)
- 2012-2013 : Rochdalle AFC ( Angleterre)
  - fév. 2013-2013 : Wrexham FC ( Angleterre) (prêt)
- 2013-2014 : Rushall Olympic ( Angleterre)
- depuis déc. 2014 : Rushall Olympic ( Angleterre)